# Katteri
Katteri är en anläggning för att föda upp katter. Ägaren håller katt(er) som får kattungar, som säljs. Ett seriöst katteri är oftast registrerat i Sveriges Kattklubbars Riksförbund (SVERAK).